# Moira Kelly
Moira Kelly (* 6. března 1968 Queens, New York, USA) je americká herečka, která se stala známou svou rolí ve filmu Ledové ostří z roku 1992, kde si po boku herce D. B. Sweeneyho zahrála ambiciózní krasobluslařku.

## Životopis
Dcera houslisty Petera a ošetřovatelky Anne, narozena v Queensu ve státě New York. Svá středoškolská studia na Connetquot Sennior High School ukončila roku 1986. Poté absolvovala manhattanskou školu Marymount College. Věnovala se i hře na housle a opernímu zpěvu.

## Kariéra
Svoji hereckou kariéru zahájila v roce 1991, kdy natočila svůj první film Láska, lži a vražda. V tomto filmu představovala hlavní hrdinku Cinnamon, dospívající dívku, kterou její otec zmanipuloval k vraždě své macechy. Na filmovém plátně se nejvíce proslavila se svou rolí nesnesitelné Kate Moseley ve filmu Ledové ostří, která společně s bývalým hráčem ledního hokeje (D.B.Sweeney) trénuje na olympijské hry v krasobruslení. Od režiséra Richarda Attenborougha dostala nabídku na ztělesnění Hetty Kelly, ženy, která výrazně ovlivnila život Charlieho Chaplina ve stejnojmenném filmu Chaplin z roku 1992. Ve filmu Chaplin si zahrála po boku herce Roberta Downeyho Jr..
Další z jejích výrazných rolí byla role středoškolačky Donny Hayward z filmu Twin Peaks. Svůj hlas propůjčila kreslené postavičce Nale ve filmech Lví král, Lví král 2: Simbův příběh a Lví král 3: Hakuna Matata. Roku 2003 si také zahrála matku Lucase Scotta (Chad Michael Murray) v drama seriálu One Tree Hill.

## Osobní život
Ve svých třiceti dvou letech se provdala za amerického obchodníka Steva Hewitta, se kterým má dvě děti. Dceru Ellu a syna Eamona.

## Filmografie

### Film
| Rok  | Název                             | Role                       | Poznámky            |
| ---- | --------------------------------- | -------------------------- | ------------------- |
| 1991 | The Boy Who Cried Bitch           | Jessica                    |                     |
| 1991 | Billy Bathgate                    | Becky                      |                     |
| 1992 | Thirty Below Zero                 | Lucy                       | krátkometrážní film |
| 1992 | Ledové ostří                      | Kate Moseley               |                     |
| 1992 | Twin Peaks                        | Donna Hayward              |                     |
| 1992 | Chaplin                           | Hetty Kelly / Oona O'Neill |                     |
| 1994 | S vyznamenáním                    | Courtney Blumenthal        |                     |
| 1994 | Lví král                          | dospělá Nala (hlas)        |                     |
| 1994 | Malá Oděsa                        | Alla Shustervich           |                     |
| 1995 | Pouta                             | Dana Clifton               |                     |
| 1996 | Hvězdy na zemi                    | Ann Mary Margaret Hawks    |                     |
| 1996 | Andělé naděje: Příběh Dorothy Day | Dorothy Day                |                     |
| 1997 | Dráždivé intriky                  | Vera                       |                     |
| 1997 | Changing Habits                   | Soosh Teague               |                     |
| 1997 | Jeď, řekla                        | Nadine Ship                |                     |
| 1998 | Nebezpečná krása                  | Beatrice Venier            |                     |
| 1998 | Lež má krátké nohy                | Susan                      |                     |
| 1998 | Lví král 2: Simbův příběh         | Nala (hlas)                |                     |
| 1999 | Henry Hill                        | Cynthia                    |                     |
| 2001 | Životní jistoty                   | Susan Train                |                     |
| 2004 | A Woman Reported                  | Woman                      | krátkometrážní film |
| 2004 | Lví král 3: Hakuna Matata         | Nala (voice)               |                     |
| 2006 | Two Tickets to Paradise           | Kate                       |                     |
| 2007 | Remember the Daze                 | Mrs. Ford                  |                     |
| 2014 | Twin Peaks: The Missing Pieces    | Donna Hayward              |                     |

### Televize
| Rok       | Název                      | Role                  | Poznámky                    |
| --------- | -------------------------- | --------------------- | --------------------------- |
| 1991      | Love, Lies and Murder      | Cinnamon Brown        | limitovaný seriál, 2 dílů   |
| 1993      | Úsvit                      | Blue                  | TV film                     |
| 1998      | Pondělí po zázraku         | Helen Keller          | TV film                     |
| 1998      | To Have & to Hold          | Annie Cornell         | hlavní role, 13 dílů        |
| 1999–2000 | Západní křídlo             | Mandy Hampton         | hlavní role, 22 dílů        |
| 2002      | Taxík                      | Vanessa Griffin       | díl: „My Brother's Keeper“  |
| 2002      | Zóna soumraku              | Elizabeth Carter      | díl: „Found and Lost“       |
| 2003–2009 | One Tree Hill              | Karen Roe             | hlavní role , 90 dílů       |
| 2008      | Zákon a pořádek            | Katherine Donovan     | díl: „Betrayal“             |
| 2009      | Hrdinové                   | Abby Collins          | díl: „Budova 26“            |
| 2010      | Vražedná čísla             | Mary Paulson          | díl: „Dospívání“            |
| 2012      | A Smile as Big as the Moon | Darcy Kersjes         | TV film                     |
| 2012      | Taken Back: Finding Haley  | Karen                 | TV film                     |
| 2013      | V těle boubelky            | Cindy Kasper          | díl: „50 Shades of Grayson“ |
| 2017      | Deadly Sorority            | profesorka Amy Thomas | TV film                     |
| 2018      | Girl in the Bunker         | Madeline Shoaf        | TV film                     |